# José Martínez (Fußballspieler, 1942)
José María „Chito“ Martínez López (* 22. September 1942 in Larache, Marokko) ist ein ehemaliger spanischer Fußballspieler und -trainer. Er war Nationaltrainer der gambischen Fußballnationalmannschaft.
Martínez spielte in den 1960er Jahren für Real Saragossa, Jerez Industrial und mehrere andere spanische Vereine.
Er hat mehrere spanische Mannschaften trainiert. Vom 25. April 2007 bis 15. Mai 2008 trainierte er die gambische Fußballnationalmannschaft.